# Hrzán-palota (Hradzsin)

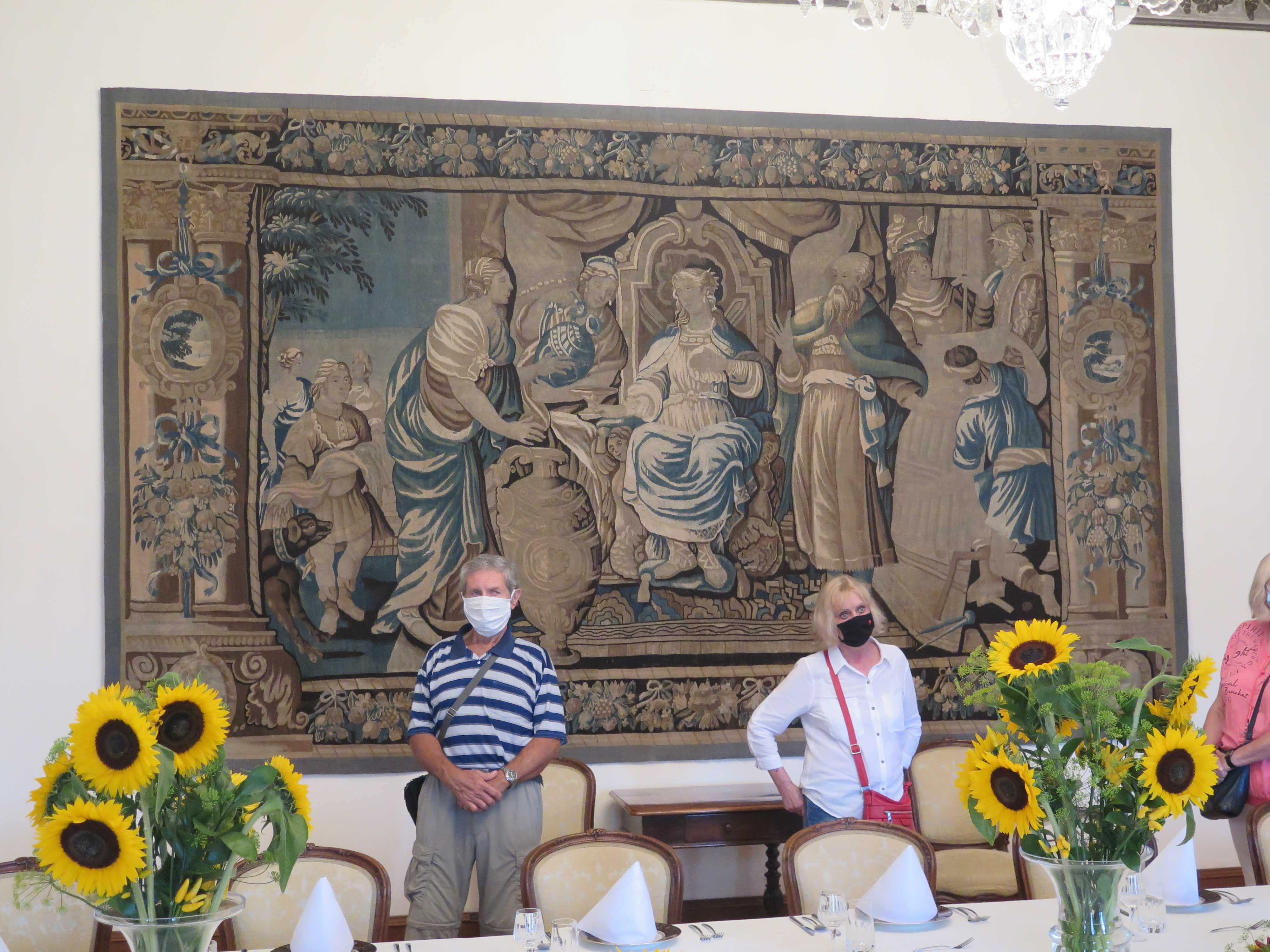
Belső udvara

A Hrzán-palota (Hrzánský palác) egy kiterjedt épületegyüttes Prága Hradzsin negyedében a Hradzsin tér és a Loreto tér között. Bejárata a Loreto utcából nyílik.

## Története
Helyén egykor Peter Parler háza állt: a híres építész azért költözött a város akkori szegénynegyedébe, hogy minél közelebb lakhasson az épülő Szent Vitus-székesegyházhoz. Az egykori, a 16. század második felében emelt gótikus épület a sorozatos átalakítások eredményeként teljesen megsemmisült; már az alapjai sincsenek meg.
A 18. század végén az érseki káptalan székhelye lett; ekkor főleg a homlokzatát építették át.
Az ezredvégi nagy felújítás óta állami reprezentációs célokat szolgál.